# Kotwica Bruce’a

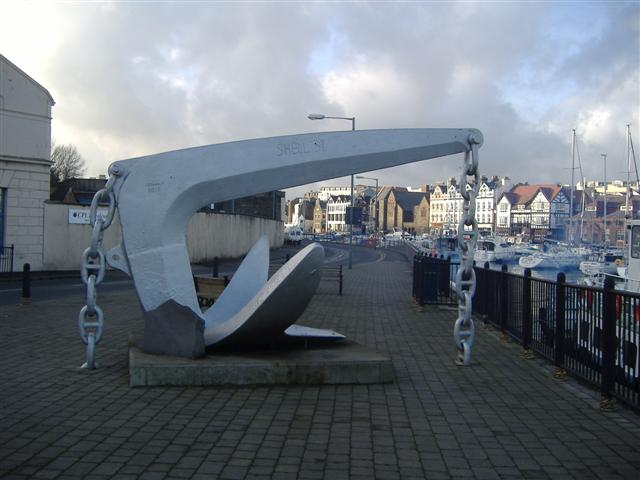
Kotwica Bruce’a wyeksponowana w Douglas

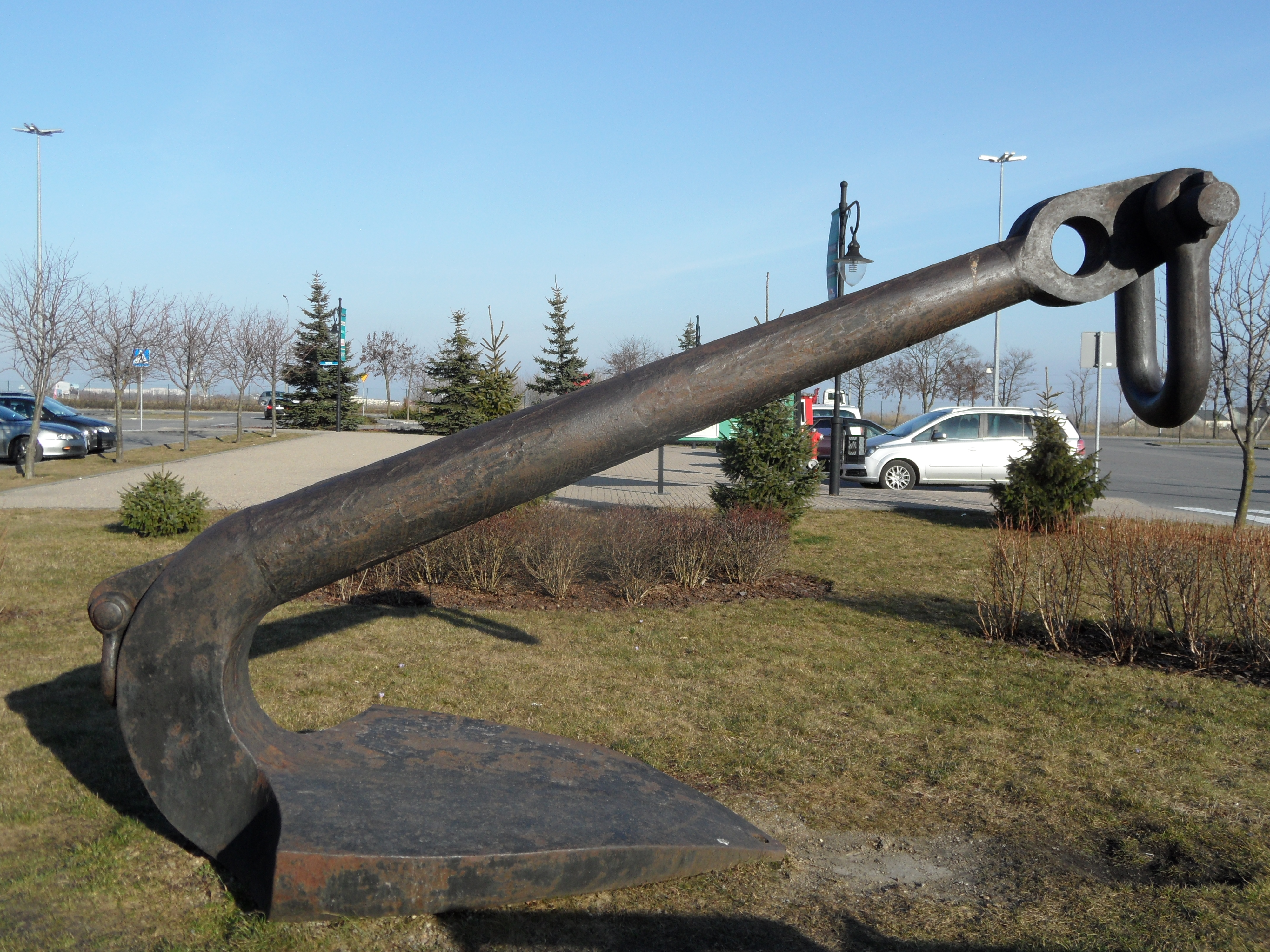
Kotwica Bruce’a wyeksponowana w Gdańsku

Kotwica Bruce’a (ang. Bruce anchor) – konstrukcja kotwicy składająca się z jednego odlewanego elementu będąca odmianą kotwicy pługowej.
Jej twórcą był Peter Bruce na początku lat 60. XX wieku. Początkowo wykorzystywana była do unieruchamiania dużych obiektów, takich jak platformy wiertnicze. Z czasem przystosowano ją do użycia w żeglarstwie. Wykonywana jest z jednego elementu odlewanego ze staliwa. Do jej zalet należy zaliczyć dużą siłę trzymania, względnie mały ciężar, brak części ruchomych, zachowanie właściwego ułożenia względem dna podczas wleczenia, niewielka siła potrzebna do wyrwania. Istotną wadą jest fakt, że po wyciągnięciu kotwicy z dna w łapie gromadzi się materiał, przez co przy próbie ponownego kotwiczenia należy ją oczyścić. Ze względu na swój kształt nie może być przechowywana w kluzie kotwicznej. Słabo trzyma się dna obrośniętego wodorostami.
W latach 80. kotwica Bruce’a została zatwierdzona przez Lloyd’s Register of Shipping.